# Belleville (Virginia Occidental)
Belleville es un área no incorporada ubicada dentro del Distrito Harris, una división civil menor del condado de Wood (Virginia Occidental), Estados Unidos. Está catalogada como un asentamiento humano por la Junta de Nombres Geográficos de los Estados Unidos.
El número de identificación (ID) asignado por el Servicio Geológico de Estados Unidos es 1553848.

## Geografía
Se encuentra a una altitud de 181 m s. n. m. (594 pies) según el conjunto de datos de elevación nacional.